# Білошицькі
Білошицькі гербу Копач (пол. Białoszycki) — дрібний польський та русинський спольщений шляхетський рід, що виник у київських землях Великого Князівства Литовського у середині XVI століття (сучасна територія України, Житомирська область, Коростенський район, село Білошиці). Цей рід виник у середині XVI століття.

## Історія
Від дій козацьких повстанців постраждало чимало зауської шляхти. 19 січня 1650 року Іван Ходаковський вніс маніфестацію до луцького ґроду від себе та від імені Білошицьких. Те, що Іван Ходаковський виступив від свого імені та від імені Білошицьких, вказує на певні родинні, сусідські або дружні зв'язки між цими родами, а також на спільність їхніх інтересів та постраждалих.

## Підтвердження прав та вільностей
4 лютого 1570 року Сигізмундом Августом у Варшаві
10 серпня 1576 року Стефаном Баторієм у Варшаві
3 червня 1589 року Сигізмундом III у Бресті
28 лютого 1635 року Владиславом IV у Варшаві

## Герби
Білошицькі використовували герб Копач (Топач) (пол. Kopacz — Topacz), а одна з гілок цього роду використовувала герб Леліва (пол. Leliwa, Lelijva).
У червоному полі зображено підняте вгору яструбине або орлине чорне крило із золотою лапою. Коліно крила повернуте в праву сторону щита. У клейноді (верхній частині герба над шоломом) розташовані три пір'їни страуса.